# Olympische Sommerspiele 1920/Fußball/Spiele
Diese Seite enthält alle Spiele des olympischen Fußballturniers von 1920 in Antwerpen mit allen statistischen Details.

## Achtelfinale
Gastgeber Belgien erhielt ein Freilos.

### Tschechoslowakei – Jugoslawien 7:0 (3:0)
| Tschechoslowakei                                                | Tschechoslowakei | Jugoslawien | Jugoslawien |
| --------------------------------------------------------------- | --- | --- | ----------- |
| Tschechoslowakei                                                | \| 28. August 1920 um 10:00 Uhr in Antwerpen (Stadion Broodstraat) \| \| Zuschauer: 600 \| \| Schiedsrichter: Raphaël van Praag ( Belgien) \|                                                                            | \| 28. August 1920 um 10:00 Uhr in Antwerpen (Stadion Broodstraat) \| \| Zuschauer: 600 \| \| Schiedsrichter: Raphaël van Praag ( Belgien) \|                                                               | Jugoslawien |
| Tschechoslowakei                                                | Rudolf Klapka – Antonín Hojer, Miroslav Pospíšil – František Kolenatý, Karel Pešek , Antonín Perner – Josef Sedláček, Antonín Janda, Václav Pilát, Jan Vaník, Otto Mazal-Škvajn Cheftrainer: Johnny Madden ( Schottland) | Dragutin Vrđuka – Vjekoslav Župančić, Jaroslav Šifer – Stanko Tavčar, Slavin Cindrić, Rudolf Rupec – Dragutin Vragović, Artur Dubravčić , Emil Perška, Ivan Granec, Jovan Ružić Cheftrainer: Veljko Ugrinić | Jugoslawien |
| Tschechoslowakei                                                | 1:0 Jan Vaník (20.) 2:0 Antonín Janda (34.) 3:0 Josef Sedláček (43.) 4:0 Jan Vaník (46.) 5:0 Antonín Janda (50.) 6:0 Antonín Janda (75.) 7:0 Jan Vaník (79., Elfm.)                                                      | | Jugoslawien |
| 28. August 1920 um 10:00 Uhr in Antwerpen (Stadion Broodstraat) | | |             |
| Zuschauer: 600                                                  | | |             |
| Schiedsrichter: Raphaël van Praag ( Belgien)                    | | |             |

### Norwegen – Großbritannien 3:1 (1:1)
| Norwegen                                        | Norwegen | Großbritannien | Großbritannien |
| ----------------------------------------------- | --- | --- | -------------- |
| Norwegen                                        | \| 28. August 1920 in Antwerpen (Olympiastadion) \| \| Zuschauer: 5.000 \| \| Schiedsrichter: Johannes Mutters ( Niederlande) \|                                                                                | \| 28. August 1920 in Antwerpen (Olympiastadion) \| \| Zuschauer: 5.000 \| \| Schiedsrichter: Johannes Mutters ( Niederlande) \|                                                               | Großbritannien |
| Norwegen                                        | Sigurd Wathne – Otto Aulie, Per Skou – Adolph Wold, Asbjørn Halvorsen, Gunnar Andersen – Michael Paulsen, Einar Wilhelms, Johnny Helgesen, Einar Gundersen, Per Holm Cheftrainer: James McPherson ( Schottland) | James Mitchell – Basil Gates, Arthur Knight – Kenneth Hunt, George Atkinson, Charles Harbidge – Fred Nicholas, Harold Hardinge, Herbert Prince, Richard Sloley, Jackie Hegan Cheftrainer: ohne | Großbritannien |
| Norwegen                                        | 1:0 Einar Gundersen (13.) 2:1 Einar Gundersen (51.) 3:1 Einar Wilhelms (63.) | 1:1 Fred Nicholas (25.) | Großbritannien |
| 28. August 1920 in Antwerpen (Olympiastadion)   | | |                |
| Zuschauer: 5.000                                | | |                |
| Schiedsrichter: Johannes Mutters ( Niederlande) | | |                |

### Italien – Ägypten 2:1 (1:1)
| Italien                                   | Italien | Ägypten | Ägypten |
| ----------------------------------------- | --- | --- | ------- |
| Italien                                   | \| 28. August 1920 in Gent (Stadion AA Gent) \| \| Zuschauer: 2.000 \| \| Schiedsrichter: Paul Putz ( Belgien) \| | \| 28. August 1920 in Gent (Stadion AA Gent) \| \| Zuschauer: 2.000 \| \| Schiedsrichter: Paul Putz ( Belgien) \|                                                                                   | Ägypten |
| Italien                                   | Giovanni Giacone – Antonio Bruna, Renzo De Vecchi – Ettore Reynaudi, Mario Meneghetti, Cesare Lovati – Enrico Sardi, Adolfo Baloncieri, Guglielmo Brezzi, Aristodemo Santamaria, Giuseppe Forlivesi Cheftrainer: Giuseppe Milano | Kamel Taha – Mohamed El-Sayed, Abdel Salam Hamdy – Riad Shawki, Aly El-Hassany, Gamil Osman – Tewfik Abdullah, Hassan Allouba, Hussein Hegazi , Sayed Abaza, Zaki Osman Cheftrainer: Hussein Hegazi | Ägypten |
| Italien                                   | 1:0 Adolfo Baloncieri (25.) 2:1 Guglielmo Brezzi (57.) | 1:1 Hassan Allouba (30.) | Ägypten |
| 28. August 1920 in Gent (Stadion AA Gent) | | |         |
| Zuschauer: 2.000                          | | |         |
| Schiedsrichter: Paul Putz ( Belgien)      | | |         |

### Spanien – Dänemark 1:0 (0:0)
| Spanien                                          | Spanien | Dänemark | Dänemark |
| ------------------------------------------------ | --- | --- | -------- |
| Spanien                                          | \| 28. August 1920 in Brüssel (Stade du Parc Duden) \| \| Zuschauer: 3.000 \| \| Schiedsrichter: Willem Eijmers ( Niederlande) \| | \| 28. August 1920 in Brüssel (Stade du Parc Duden) \| \| Zuschauer: 3.000 \| \| Schiedsrichter: Willem Eijmers ( Niederlande) \|                                                                        | Dänemark |
| Spanien                                          | Ricardo Zamora – Luis Otero, Mariano Arrate – Josep Samitier, José María Belausteguigoitia , Ramón Eguiazábal – Francisco Pagazaurtundúa, Félix Sesúmaga, Patricio Arabolaza, Pichichi, Domingo Gómez-Acedo Cheftrainer: Francisco Bru | Sophus Hansen – Nils Middelboe, Steen Blicher – Christian Grøthan, Ivar Lykke , Gunnar Aaby – Leo Dannin, Michael Rohde, Viggo Jørgensen, Alf Olsen, Bernhard Andersen Cheftrainer: Jack Carr ( England) | Dänemark |
| Spanien                                          | 1:0 Patricio Arabolaza (54.) | | Dänemark |
| 28. August 1920 in Brüssel (Stade du Parc Duden) | | |          |
| Zuschauer: 3.000                                 | | |          |
| Schiedsrichter: Willem Eijmers ( Niederlande)    | | |          |

### Schweden – Griechenland 9:0 (6:0)
| Schweden                                      | Schweden | Griechenland | Griechenland |
| --------------------------------------------- | --- | --- | ------------ |
| Schweden                                      | \| 28. August 1920 in Antwerpen (Olympiastadion) \| \| Zuschauer: 5.000 \| \| Schiedsrichter: Charles Barette ( Belgien) \| | \| 28. August 1920 in Antwerpen (Olympiastadion) \| \| Zuschauer: 5.000 \| \| Schiedsrichter: Charles Barette ( Belgien) \| | Griechenland |
| Schweden                                      | Robert Zander – Valdus Lund, Fritjof Hillén – Bertil Nordenskjöld , Ragnar Wicksell, Karl Gustafsson – Rune Bergström, Albert Olsson, Herbert Karlsson, Albin Dahl, Mauritz Sandberg Cheftrainer: ohne                               | Antonios Fotiadis – Agamemnon Gilis, Nikolaos Kaludis – Dimitrios Gotis, Apostolos Nikolaidis, Christos Pepas – Yeorgios Kalafatis , Ioanis Andrianopoulos, Theofilos Nikolaidis, Yeorgios Hatziandreou, Theodoros Dimitriou Cheftrainer: Yeorgios Kalafatis | Griechenland |
| Schweden                                      | 1:0 Albert Olsson (4.) 2:0 Herbert Karlsson (15.) 3:0 Herbert Karlsson (20.) 4:0 Herbert Karlsson (21.) 5:0 Ragnar Wicksell (25.) 6:0 Albin Dahl (31.) 7:0 Herbert Karlsson (51.) 8:0 Albert Olsson (79.) 9:0 Herbert Karlsson (85.) | | Griechenland |
| 28. August 1920 in Antwerpen (Olympiastadion) | | |              |
| Zuschauer: 5.000                              | | |              |
| Schiedsrichter: Charles Barette ( Belgien)    | | |              |

### Niederlande – Luxemburg 3:0 (1:0)
| Niederlande                                      | Niederlande | Luxemburg | Luxemburg |
| ------------------------------------------------ | --- | --- | --------- |
| Niederlande                                      | \| 28. August 1920 in Brüssel (Stade du Parc Duden) \| \| Zuschauer: 3.000 \| \| Schiedsrichter: Georges Hubrecht ( Belgien) \|                                                                             | \| 28. August 1920 in Brüssel (Stade du Parc Duden) \| \| Zuschauer: 3.000 \| \| Schiedsrichter: Georges Hubrecht ( Belgien) \|                                                                    | Luxemburg |
| Niederlande                                      | Dick MacNeill – Harry Dénis, Ben Verweij – Leo Bosschart , Frits Kuipers, Henk Steeman – Oscar van Rappard, Jan van Dort, Ber Groosjohan, Jaap Bulder, Jan de Natris Cheftrainer: Fred Warburton ( England) | Charles Krüger – Thomas Schmit , Joseph Koetz – Émile Hamilius, Michel Ungeheuer, Camille Schumacher – Léon Metzler, François Langers, Robert Elter, Jean Massard, Arthur Leesch Cheftrainer: ohne | Luxemburg |
| Niederlande                                      | 1:0 Jaap Bulder (30.) 2:0 Ber Groosjohan (47.) 3:0 Ber Groosjohan (85.) | | Luxemburg |
| 28. August 1920 in Brüssel (Stade du Parc Duden) | | |           |
| Zuschauer: 3.000                                 | | |           |
| Schiedsrichter: Georges Hubrecht ( Belgien)      | | |           |

### Frankreich – Schweiz
Frankreich erreichte kampflos das Viertelfinale, da die Schweiz aus finanziellen Gründen kurz vor dem Turnier zurückzog.

## Viertelfinale

### Niederlande – Schweden 5:4 n.V. (4:4, 2:3)
| Niederlande                                                     | Niederlande | Schweden | Schweden |
| --------------------------------------------------------------- | --- | --- | -------- |
| Niederlande                                                     | \| 29. August 1920 um 10:00 Uhr in Antwerpen (Stadion Broodstraat) \| \| Zuschauer: 5.000 \| \| Schiedsrichter: Josef Fanta ( Tschechoslowakei) \|                                                           | \| 29. August 1920 um 10:00 Uhr in Antwerpen (Stadion Broodstraat) \| \| Zuschauer: 5.000 \| \| Schiedsrichter: Josef Fanta ( Tschechoslowakei) \|                                                  | Schweden |
| Niederlande                                                     | Dick MacNeill – Harry Dénis, Ben Verweij – Leo Bosschart , Frits Kuipers, Henk Steeman – Oscar van Rappard, Arie Bieshaar, Ber Groosjohan, Jaap Bulder, Jan de Natris Cheftrainer: Fred Warburton ( England) | Robert Zander – Valdus Lund, Fritjof Hillén – Albert Öijermark, Ragnar Wicksell , Karl Gustafsson – Rune Bergström, Albert Olsson, Herbert Karlsson, Albin Dahl, Mauritz Sandberg Cheftrainer: ohne | Schweden |
| Niederlande                                                     | 1:0 Ber Groosjohan (10.) 2:3 Jaap Bulder (44.) 3:3 Ber Groosjohan (57.) 4:4 Jaap Bulder (88., Elfm.) 5:4 Jan de Natris (115.)                                                                                | 1:1 Herbert Karlsson (16.) 1:2 Albert Olsson (20.) 1:3 Herbert Karlsson (32.) 3:4 Albin Dahl (72.)                                                                                                  | Schweden |
| 29. August 1920 um 10:00 Uhr in Antwerpen (Stadion Broodstraat) | | |          |
| Zuschauer: 5.000                                                | | |          |
| Schiedsrichter: Josef Fanta ( Tschechoslowakei)                 | | |          |

### Frankreich – Italien 3:1 (2:1)
| Frankreich                                                 | Frankreich | Italien | Italien |
| ---------------------------------------------------------- | --- | --- | ------- |
| Frankreich                                                 | \| 29. August 1920 um 15:30 Uhr in Antwerpen (Olympiastadion) \| \| Zuschauer: 10.000 \| \| Schiedsrichter: Henri Christophe ( Belgien) \|                                                          | \| 29. August 1920 um 15:30 Uhr in Antwerpen (Olympiastadion) \| \| Zuschauer: 10.000 \| \| Schiedsrichter: Henri Christophe ( Belgien) \|                                                                                     | Italien |
| Frankreich                                                 | Albert Parsys – Léon Huot, Édouard Baumann – Jean Batmale, René Petit, François Hugues – Jules Dewaquez, Jean Boyer, Paul Nicolas, Henri Bard , Raymond Dubly Cheftrainer: Fred Pentland ( England) | Giovanni Giacone – Antonio Bruna, Renzo De Vecchi – Enrico Sardi, Mario Meneghetti, Cesare Lovati – Pio Ferraris, Adolfo Baloncieri, Guglielmo Brezzi, Aristodemo Santamaria, Giustiniano Marucco Cheftrainer: Giuseppe Milano | Italien |
| Frankreich                                                 | 1:0 Jean Boyer (10.) 2:0 Paul Nicolas (14.) 3:1 Henri Bard (54.) | 2:1 Guglielmo Brezzi (33., Elfm.) | Italien |
| 29. August 1920 um 15:30 Uhr in Antwerpen (Olympiastadion) | | |         |
| Zuschauer: 10.000                                          | | |         |
| Schiedsrichter: Henri Christophe ( Belgien)                | | |         |

### Tschechoslowakei – Norwegen 4:0 (2:0)
| Tschechoslowakei                                              | Tschechoslowakei | Norwegen | Norwegen |
| ------------------------------------------------------------- | --- | --- | -------- |
| Tschechoslowakei                                              | \| 29. August 1920 um 16:30 Uhr in Brüssel (Stade du Parc Duden) \| \| Zuschauer: 4.000 \| \| Schiedsrichter: Charles Barette ( Belgien) \|                                                                        | \| 29. August 1920 um 16:30 Uhr in Brüssel (Stade du Parc Duden) \| \| Zuschauer: 4.000 \| \| Schiedsrichter: Charles Barette ( Belgien) \|                                                               | Norwegen |
| Tschechoslowakei                                              | Rudolf Klapka – Antonín Hojer, Karel Steiner – František Kolenatý, Karel Pešek , Emil Seifert – Josef Sedláček, Antonín Janda, Václav Pilát, Jan Vaník, Otto Mazal-Škvajn Cheftrainer: Johnny Madden ( Schottland) | Sigurd Wathne – Otto Aulie, Per Skou – Adolph Wold, Asbjørn Halvorsen, Gunnar Andersen – Michael Paulsen, Rolf Aas, Johnny Helgesen, Einar Gundersen, Per Holm Cheftrainer: James McPherson ( Schottland) | Norwegen |
| Tschechoslowakei                                              | 1:0 Jan Vaník (8.) 2:0 Antonín Janda (17.) 3:0 Antonín Janda (66.) 4:0 Antonín Janda (77.) | | Norwegen |
| 29. August 1920 um 16:30 Uhr in Brüssel (Stade du Parc Duden) | | |          |
| Zuschauer: 4.000                                              | | |          |
| Schiedsrichter: Charles Barette ( Belgien)                    | | |          |

### Belgien – Spanien 3:1 (1:0)
| Belgien                                                    | Belgien | Spanien | Spanien |
| ---------------------------------------------------------- | --- | --- | ------- |
| Belgien                                                    | \| 29. August 1920 um 17:30 Uhr in Antwerpen (Olympiastadion) \| \| Zuschauer: 18.000 \| \| Schiedsrichter: Johannes Mutters ( Niederlande) \|                                                                       | \| 29. August 1920 um 17:30 Uhr in Antwerpen (Olympiastadion) \| \| Zuschauer: 18.000 \| \| Schiedsrichter: Johannes Mutters ( Niederlande) \|                                                                           | Spanien |
| Belgien                                                    | Jan De Bie – Armand Swartenbroeks, Oscar Verbeeck – Joseph Musch, Émile Hanse, André Fierens – Louis Van Hege, Robert Coppée, Félix Balyu, Fernand Nisot , Georges Hebdin Cheftrainer: William Maxwell ( Schottland) | Ricardo Zamora – Pedro Vallana, Mariano Arrate – Juan Artola, Agustín Sancho, Ramón Eguiazábal – Francisco Pagazaurtundúa, Pichichi, Patricio Arabolaza, Joaquín Vázquez, Domingo Gómez-Acedo Cheftrainer: Francisco Bru | Spanien |
| Belgien                                                    | 1:0 Robert Coppée (11.) 2:0 Robert Coppée (52.) 3:0 Robert Coppée (55.) | 3:1 Mariano Arrate (62., Elfm.) | Spanien |
| 29. August 1920 um 17:30 Uhr in Antwerpen (Olympiastadion) | | |         |
| Zuschauer: 18.000                                          | | |         |
| Schiedsrichter: Johannes Mutters ( Niederlande)            | | |         |

## Halbfinale

### Tschechoslowakei – Frankreich 4:1 (1:0)
| Tschechoslowakei                                           | Tschechoslowakei | Frankreich | Frankreich |
| ---------------------------------------------------------- | --- | --- | ---------- |
| Tschechoslowakei                                           | \| 31. August 1920 um 15:30 Uhr in Antwerpen (Olympiastadion) \| \| Zuschauer: 12.000 \| \| Schiedsrichter: Johannes Mutters ( Niederlande) \|                                                                   | \| 31. August 1920 um 15:30 Uhr in Antwerpen (Olympiastadion) \| \| Zuschauer: 12.000 \| \| Schiedsrichter: Johannes Mutters ( Niederlande) \|                                                      | Frankreich |
| Tschechoslowakei                                           | Rudolf Klapka – Antonín Hojer, Karel Steiner – František Kolenatý, Karel Pešek , Emil Seifert – Josef Sedláček, Antonín Janda, Jan Vaník, Otto Mazal-Škvajn, Jan Plaček Cheftrainer: Johnny Madden ( Schottland) | Albert Parsys – Léon Huot, Édouard Baumann – Jean Batmale, René Petit, François Hugues – Jules Dewaquez, Jean Boyer, Paul Nicolas, Henri Bard , Raymond Dubly Cheftrainer: Fred Pentland ( England) | Frankreich |
| Tschechoslowakei                                           | 1:0 Otto Mazal-Škvajn (18.) 2:0 Karel Steiner (70.) 3:0 Otto Mazal-Škvajn (75.) 4:1 Otto Mazal-Škvajn (87.) | 3:1 Jean Boyer (79.) | Frankreich |
| 31. August 1920 um 15:30 Uhr in Antwerpen (Olympiastadion) | | |            |
| Zuschauer: 12.000                                          | | |            |
| Schiedsrichter: Johannes Mutters ( Niederlande)            | | |            |

### Belgien – Niederlande 3:0 (0:0)
| Belgien                                                    | Belgien | Niederlande | Niederlande |
| ---------------------------------------------------------- | --- | --- | ----------- |
| Belgien                                                    | \| 31. August 1920 um 17:30 Uhr in Antwerpen (Olympiastadion) \| \| Zuschauer: 22.000 \| \| Schiedsrichter: John Lewis ( England) \|                                                                                   | \| 31. August 1920 um 17:30 Uhr in Antwerpen (Olympiastadion) \| \| Zuschauer: 22.000 \| \| Schiedsrichter: John Lewis ( England) \|                                                                         | Niederlande |
| Belgien                                                    | Jan De Bie – Armand Swartenbroeks, Oscar Verbeeck – Joseph Musch, Émile Hanse , André Fierens – Louis Van Hege, Robert Coppée, Mathieu Bragard, Henri Larnoe, Désiré Bastin Cheftrainer: William Maxwell ( Schottland) | Dick MacNeill – Harry Dénis, Ben Verweij – Leo Bosschart , Frits Kuipers, Henk Steeman – Oscar van Rappard, Arie Bieshaar, Ber Groosjohan, Jaap Bulder, Jan de Natris Cheftrainer: Fred Warburton ( England) | Niederlande |
| Belgien                                                    | 1:0 Henri Larnoe (46.) 2:0 Louis Van Hege (55.) 3:0 Mathieu Bragard (85.) | | Niederlande |
| 31. August 1920 um 17:30 Uhr in Antwerpen (Olympiastadion) | | |             |
| Zuschauer: 22.000                                          | | |             |
| Schiedsrichter: John Lewis ( England)                      | | |             |

## Finale

### Belgien – Tschechoslowakei 2:0 (2:0)
Die Begegnung wurde in der 39. Spielminute abgebrochen, nachdem die tschechoslowakischen Spieler aus Protest gegen einige Entscheidungen des Schiedsrichters den Platz verlassen hatten.
| Belgien                                                      | Belgien | Tschechoslowakei | Tschechoslowakei |
| ------------------------------------------------------------ | --- | --- | ---------------- |
| Belgien                                                      | \| 2. September 1920 um 17:30 Uhr in Antwerpen (Olympiastadion) \| \| Zuschauer: 35.000 \| \| Schiedsrichter: John Lewis ( England) \|                                                                                 | \| 2. September 1920 um 17:30 Uhr in Antwerpen (Olympiastadion) \| \| Zuschauer: 35.000 \| \| Schiedsrichter: John Lewis ( England) \|                                                                             | Tschechoslowakei |
| Belgien                                                      | Jan De Bie – Armand Swartenbroeks, Oscar Verbeeck – Joseph Musch, Émile Hanse , André Fierens – Louis Van Hege, Robert Coppée, Mathieu Bragard, Henri Larnoe, Désiré Bastin Cheftrainer: William Maxwell ( Schottland) | Rudolf Klapka – Antonín Hojer, Karel Steiner – František Kolenatý, Karel Pešek , Emil Seifert – Josef Sedláček, Antonín Janda, Václav Pilát, Jan Vaník, Otto Mazal-Škvajn Cheftrainer: Johnny Madden ( Schottland) | Tschechoslowakei |
| Belgien                                                      | 1:0 Robert Coppee (6., Elfm.) 2:0 Henri Larnoe (30.) | | Tschechoslowakei |
| Belgien                                                      | Platzverweis: Karel Steiner (39.) | | Tschechoslowakei |
| 2. September 1920 um 17:30 Uhr in Antwerpen (Olympiastadion) | | |                  |
| Zuschauer: 35.000                                            | | |                  |
| Schiedsrichter: John Lewis ( England)                        | | |                  |

## Turnier um Platz 2 und 3

### Erste Runde

#### Italien – Norwegen 2:1 n.V. (1:1, 1:1, 0:1)
Nach der Verlängerung, die torlos blieb, wurde ein zweitesmal um 2 × 15 min verlängert.
| Italien                                                         | Italien | Norwegen | Norwegen |
| --------------------------------------------------------------- | --- | --- | -------- |
| Italien                                                         | \| 31. August 1920 um 10:00 Uhr in Antwerpen (Stadion Broodstraat) \| \| Zuschauer: 500 \| \| Schiedsrichter: Louis Fourgeous ( Frankreich) \|                                                                    | \| 31. August 1920 um 10:00 Uhr in Antwerpen (Stadion Broodstraat) \| \| Zuschauer: 500 \| \| Schiedsrichter: Louis Fourgeous ( Frankreich) \|                                                                         | Norwegen |
| Italien                                                         | Piero Campelli – Antonio Bruna, Virginio Rosetta – Ettore Reynaudi, Giuseppe Parodi, Luigi Burlando – Rinaldo Roggero, Enrico Sardi, Pio Ferraris, Emilio Badini, Giuseppe Forlivesi Cheftrainer: Giuseppe Milano | Sigurd Wathne – Otto Aulie, John Johnsen – Ellef Mohn, Asbjørn Halvorsen, Gunnar Andersen – Michael Paulsen, Arne Andersen, Johnny Helgesen, Rolf Semb-Thorstvedt, Per Holm Cheftrainer: James McPherson ( Schottland) | Norwegen |
| Italien                                                         | 1:1 Enrico Sardi (46.) 2:1 Emilio Badini (123.) | 0:1 Arne Andersen (41.) | Norwegen |
| 31. August 1920 um 10:00 Uhr in Antwerpen (Stadion Broodstraat) | | |          |
| Zuschauer: 500                                                  | | |          |
| Schiedsrichter: Louis Fourgeous ( Frankreich)                   | | |          |

#### Spanien – Schweden 2:1 (0:1)
| Spanien                                              | Spanien | Schweden | Schweden |
| ---------------------------------------------------- | --- | --- | -------- |
| Spanien                                              | \| 1. September 1920 in Antwerpen (Stadion Broodstraat)[1] \| \| Zuschauer: 1.500 \| \| Schiedsrichter: Giovanni Mauro ( Königreich Italien) \|                                                                                        | \| 1. September 1920 in Antwerpen (Stadion Broodstraat)[1] \| \| Zuschauer: 1.500 \| \| Schiedsrichter: Giovanni Mauro ( Königreich Italien) \|                                                         | Schweden |
| Spanien                                              | Ricardo Zamora – Pedro Vallana, Mariano Arrate – Josep Samitier, José María Belausteguigoitia , Sabino Bilbao – Francisco Pagazaurtundúa, Félix Sesúmaga, Patricio Arabolaza, Pichichi, Domingo Gómez-Acedo Cheftrainer: Francisco Bru | Robert Zander – Valdus Lund, Bertil Nordenskjöld – Albert Öijermark, Ragnar Wicksell, Karl Gustafsson – Rune Bergström, Albert Olsson, Herbert Karlsson, Albin Dahl, Mauritz Sandberg Cheftrainer: ohne | Schweden |
| Spanien                                              | 1:1 José María Belausteguigoitia (51.) 2:1 Domingo Gómez-Acedo (53.) | 0:1 Albin Dahl (28.) | Schweden |
| Spanien                                              | Ragnar Wicksell verschießt in der 65. Minute einen Elfmeter | | Schweden |
| 1. September 1920 in Antwerpen (Stadion Broodstraat) | | |          |
| Zuschauer: 1.500                                     | | |          |
| Schiedsrichter: Giovanni Mauro ( Königreich Italien) | | |          |

### Zweite Runde

#### Spanien – Italien 2:0 (1:0)
| Spanien                                         | Spanien | Italien | Italien |
| ----------------------------------------------- | --- | --- | ------- |
| Spanien                                         | \| 2. September 1920 in Antwerpen (Olympiastadion) \| \| Zuschauer: 10.000[2] \| \| Schiedsrichter: Paul Putz ( Belgien) \|                                                                             | \| 2. September 1920 in Antwerpen (Olympiastadion) \| \| Zuschauer: 10.000[2] \| \| Schiedsrichter: Paul Putz ( Belgien) \| | Italien |
| Spanien                                         | Ricardo Zamora – Pedro Vallana , Luis Otero – Juan Artola, Agustín Sancho, Sabino Bilbao – Ramón Gil, Francisco Pagazaurtundúa, Félix Sesúmaga, Pichichi, Silverio Izaguirre Cheftrainer: Francisco Bru | Piero Campelli – Antonio Bruna, Renzo De Vecchi – Giuseppe Parodi, Mario Meneghetti, Gracco De Nardo – Adevildo De Marchi, Adolfo Baloncieri, Guglielmo Brezzi, Emilio Badini, Giustiniano Marucco Cheftrainer: Giuseppe Milano | Italien |
| Spanien                                         | 1:0 Félix Sesúmaga (43.) 2:0 Félix Sesúmaga (72.) | | Italien |
| Spanien                                         | Platzverweis: Ricardo Zamora (79.) | | Italien |
| 2. September 1920 in Antwerpen (Olympiastadion) | | |         |
| Zuschauer: 10.000                               | | |         |
| Schiedsrichter: Paul Putz ( Belgien)            | | |         |

### Dritte Runde

#### Niederlande – Frankreich (kampflos für die Niederlande)
Ob den Franzosen der freie Platz angeboten wurde und die Franzosen absagen mussten, da ein Teil der Mannschaft bereits abgereist war, oder ob der vermeintliche Spielverzicht eher aus der Unkenntnis über den genauen Modus herrührt (der für den Halbfinalgegner des unterlegenen Finalisten keine weitere Paarung vorsah), lässt sich nicht mit letzter Sicherheit sagen.

#### Spanien – Tschechoslowakei (kampflos für Spanien)
Die tschechoslowakische Mannschaft war nach dem Spielabbruch im Finale disqualifiziert worden, so dass der Platz unbesetzt blieb.

### Spiel um Platz 2 und 3

#### Spanien – Niederlande 3:1 (2:0)
| Spanien                                         | Spanien | Niederlande | Niederlande |
| ----------------------------------------------- | --- | --- | ----------- |
| Spanien                                         | \| 5. September 1920 in Antwerpen (Olympiastadion) \| \| Zuschauer: 14.000 \| \| Schiedsrichter: Paul Putz ( Belgien) \|                                                                                                   | \| 5. September 1920 in Antwerpen (Olympiastadion) \| \| Zuschauer: 14.000 \| \| Schiedsrichter: Paul Putz ( Belgien) \|                                                                                         | Niederlande |
| Spanien                                         | Ricardo Zamora – Pedro Vallana, Mariano Arrate – Josep Samitier, José María Belausteguigoitia , Ramón Eguiazábal – Ramón Gil, Félix Sesúmaga, Patricio Arabolaza, Pichichi, Domingo Gómez-Acedo Cheftrainer: Francisco Bru | Dick MacNeill – Harry Dénis, Ben Verweij – Leo Bosschart , Frits Kuipers, Henk Steeman – Oscar van Rappard, Jan van Dort, Ber Groosjohan, Felix von Heijden, Evert Bulder Cheftrainer: Fred Warburton ( England) | Niederlande |
| Spanien                                         | 1:0 Félix Sesúmaga (7.) 2:0 Félix Sesúmaga (35.) 3:1 Pichichi (72.) | 2:1 Ber Groosjohan (68.) | Niederlande |
| 5. September 1920 in Antwerpen (Olympiastadion) | | |             |
| Zuschauer: 14.000                               | | |             |
| Schiedsrichter: Paul Putz ( Belgien)            | | |             |

## Trostrunde

### Ägypten – Jugoslawien 4:2 (1:0)
| Ägypten                                         | Ägypten | Jugoslawien | Jugoslawien |
| ----------------------------------------------- | --- | --- | ----------- |
| Ägypten                                         | \| 3. September 1920 in Antwerpen (Olympiastadion) \| \| Zuschauer: 500 \| \| Schiedsrichter: Raphaël van Praag ( Belgien) \|                                                                       | \| 3. September 1920 in Antwerpen (Olympiastadion) \| \| Zuschauer: 500 \| \| Schiedsrichter: Raphaël van Praag ( Belgien) \|                                                                                              | Jugoslawien |
| Ägypten                                         | Kamel Taha – Mohamed El-Sayed, Abdel Salam Hamdy – Riad Shawki, Aly El-Hassany, Gamil Osman – Tewfik Abdullah, Hassan Allouba, Hussein Hegazi , Sayed Abaza, Zaki Osman Cheftrainer: Hussein Hegazi | Dragutin Vrđuka – Jaroslav Šifer, Branimir Porobić – Dragutin Vragović, Rudolf Rupec, Stanko Tavčar – Josip Šolc, Nikola Simić, Artur Dubravčić , Emil Perška (46. Andrija Kojić), Jovan Ružić Cheftrainer: Veljko Ugrinić | Jugoslawien |
| Ägypten                                         | 1:0 Hassan Allouba (?.) 2:0 Hussein Hegazi (?.) 3:2 Sayed Abaza (?.) 4:2 Sayed Abaza (?.) | 2:1 Artur Dubravčić (?.) 2:2 Jovan Ružić (?.) | Jugoslawien |
| 3. September 1920 in Antwerpen (Olympiastadion) | | |             |
| Zuschauer: 500                                  | | |             |
| Schiedsrichter: Raphaël van Praag ( Belgien)    | | |             |